# National Basketball Association 1971/1972
National Basketball Association 1971/1972 var den 26:e säsongen av den amerikanska proffsligan i basket. Säsongen inleddes den 12 oktober 1971 och avslutades den 26 mars 1972 efter 697 seriematcher, vilket gjorde att samtliga 17 lagen spelade 82 matcher var.
Söndagen den 7 maj 1972 vann Los Angeles Lakers sin sjätte NBA-titel (de fem första som Minneapolis Lakers) efter att ha besegrat New York Knicks med 4-1 i matcher i en finalserie i bäst av 7 matcher.
- Houston Rockets spelade sin första säsong efter flytten från San Diego.
- San Francisco Warriors bytte namn till Golden State Warriors och flyttade över San Franciscobukten till Oakland.
- Cincinnati Royals spelade sin sista säsong och flyttade sen till Kansas City, Missouri och Omaha, Nebraska och blev Kansas City-Omaha Kings.

All Star-matchen spelades den 18 januari 1972 i The Forum i Inglewood, Kalifornien. Western Conference vann matchen över Eastern Conference med 112-110.
Los Angeles Lakers slog rekord i antal vinster under grundserien med sina 69 segrar.

## Grundserien
Not: V = Vinster, F = Förluster, PCT = Vinstprocent
- Lag i GRÖN färg till en slutspelsserie.
- Lag i RÖD färg har spelat klart för säsongen.

Eastern Conference
| Pos | Lag                | V  | F  | PCT  |
| --- | ------------------ | -- | -- | ---- |
| 1   | Boston Celtics     | 56 | 26 | .683 |
| 2   | New York Knicks    | 48 | 34 | .585 |
| 3   | Philadelphia 76ers | 30 | 52 | .366 |
| 4   | Buffalo Braves     | 22 | 60 | .268 |

| Pos | Lag                 | V  | F  | PCT  |
| --- | ------------------- | -- | -- | ---- |
| 1   | Baltimore Bullets   | 38 | 44 | .463 |
| 2   | Atlanta Hawks       | 36 | 46 | .439 |
| 3   | Cincinnati Royals   | 30 | 52 | .366 |
| 4   | Cleveland Cavaliers | 23 | 59 | .280 |

Western Conference
| Pos | Lag             | V  | F  | PCT  |
| --- | --------------- | -- | -- | ---- |
| 1   | Milwaukee Bucks | 63 | 19 | .768 |
| 2   | Chicago Bulls   | 57 | 25 | .695 |
| 3   | Phoenix Suns    | 49 | 33 | .598 |
| 4   | Detroit Pistons | 26 | 56 | .317 |

| Pos | Lag                    | V  | F  | PCT  |
| --- | ---------------------- | -- | -- | ---- |
| 1   | Los Angeles Lakers     | 69 | 13 | .841 |
| 2   | Golden State Warriors  | 51 | 31 | .622 |
| 3   | Seattle SuperSonics    | 47 | 35 | .573 |
| 4   | Houston Rockets        | 34 | 48 | .415 |
| 5   | Portland Trail Blazers | 18 | 64 | .220 |

## Slutspelet
De två bästa lagen i de fyra olika division gick till slutspelet. I kvartsfinalserierna (konferenssemifinal) mötte divisionsvinnaren i Atlantic tvåan i Central och vinnaren i Central mötte tvåan i Atlantic. Vinnaren i Pacific mötte tvåan i Midwest och vinnaren i Midwest mötte tvåan i Pacific. De vinnande kvartsfinallagen mötte det andra vinnande laget från sin konferens i semifinalserier (konferensfinal). Alla slutspelsserier avgjordes i bäst av 7 matcher.
|  | Konferenssemifinaler | Konferenssemifinaler | Konferenssemifinaler |           |    | Konferensfinaler | Konferensfinaler | Konferensfinaler |  |  | NBA-final | NBA-final   | NBA-final |
|  |                      |                      |                      |           |    |                  |                  |                  |  |  |           |             |           |
|  | P1                   | L.A. Lakers          | 4                    |           |    |                  |                  |                  |  |  |           |             |           |
|  | M2                   | Chicago              | 0                    |           |    |                  |                  |                  |  |  |           |             |           |
|  | M2                   | Chicago              | 0                    |           | P1 | L.A. Lakers      | 4                |                  |  |  |           |             |           |
|  | Western Conference   |                      |                      |           | P1 | L.A. Lakers      | 4                |                  |  |  |           |             |           |
|  |                      |                      | M1                   | Milwaukee | 2  |                  |                  |                  |  |  |           |             |           |
|  | P2                   | Golden State         | M1                   | Milwaukee | 2  | 1                |                  |                  |  |  |           |             |           |
|  | P2                   | Golden State         |                      |           |    | 1                |                  |                  |  |  |           |             |           |
|  | M1                   | Milwaukee            | 4                    |           |    |                  |                  |                  |  |  |           |             |           |
|  |                      |                      |                      |           |    |                  |                  |                  |  |  | P1        | L.A. Lakers | 4         |
|  |                      |                      | A2                   | New York  | 1  |                  |                  |                  |  |  |           |             |           |
|  | A1                   | Boston               | 4                    |           |    |                  |                  |                  |  |  |           |             |           |
|  | C2                   | Atlanta              | 2                    |           |    |                  |                  |                  |  |  |           |             |           |
|  | C2                   | Atlanta              | 2                    |           | A1 | Boston           | 1                |                  |  |  |           |             |           |
|  | Eastern Conference   |                      |                      |           | A1 | Boston           | 1                |                  |  |  |           |             |           |
|  |                      |                      | A2                   | New York  | 4  |                  |                  |                  |  |  |           |             |           |
|  | C1                   | Baltimore            | A2                   | New York  | 4  | 2                |                  |                  |  |  |           |             |           |
|  | C1                   | Baltimore            |                      |           |    | 2                |                  |                  |  |  |           |             |           |
|  | A2                   | New York             | 4                    |           |    |                  |                  |                  |  |  |           |             |           |

### NBA-final
Los Angeles Lakers mot New York Knicks
| Match   | Datum    | Hemmalag    | Bortalag    | Resultat  | Not       |
| ------- | -------- | ----------- | ----------- | --------- | --------- |
| Match 1 | 26 april | Los Angeles | New York    | 92 - 114  |           |
| Match 2 | 30 april | Los Angeles | New York    | 106 - 92  |           |
| Match 3 | 3 maj    | New York    | Los Angeles | 96 - 107  |           |
| Match 4 | 5 maj    | New York    | Los Angeles | 111 - 116 | Eft.förl. |
| Match 5 | 7 maj    | Los Angeles | New York    | 114 - 100 |           |

Los Angeles Lakers vann finalserien med 4-1 i matcher